# Павлов, Виктор Павлович
Ви́ктор Па́влович Па́влов (5 октября 1940, Москва, РСФСР, СССР — 24 августа 2006, Москва, Россия) — советский и российский актёр театра и кино. Народный артист Российской Федерации (1994).

## Биография
Родился 5 октября 1940 года в Москве, детство прошло в Ново-Васильевском переулке. Окончив восьмилетнюю школу в 1956 году, начал работать на заводе слесарем, одновременно учился в школе рабочей молодёжи и играл в драматическом кружке при Доме учителя, руководителем которого был актёр и режиссёр МХАТ В. Н. Богомолов, убедивший Виктора вместо МВТУ имени Баумана поступать в театральный.
В 1959 году Павлов стал студентом Высшего театрального училища имени М. С. Щепкина (курс Н. А. Анненкова), которое окончил в 1963 году. На курсе учился вместе с Михаилом Кононовым, Виталием Соломиным и Олегом Далем.
Снимался в эпизодических ролях в кино, начиная с 1961 года. Первым фильмом с его участием, вышедшим на экран, был «Когда деревья были большими» Льва Кулиджанова. Звёздным часом актёра стала эпизодическая роль в фильме 1965 года «Операция «Ы» и другие приключения Шурика», в которой он сыграл студента-бездельника, пришедшего сдавать экзамен со скрытой рацией (съёмки проводились в МЭИ).
Впоследствии стал одним из наиболее часто снимавшихся и популярных актёров (в его фильмографии более 170 фильмов), не прекращая работу на сцене.
Был актёром следующих театров:
- 1962—1965 — Московский театр «Современник»
- 1965—1969 — Московский драматический театр имени М. Н. Ермоловой
- 1969—1975 — Московский академический театр имени Владимира Маяковского
- 1975—1985 — Малый театр
- 1985—1990 — Московский драматический театр имени М. Н. Ермоловой
- с 1990 по 2006 — Малый театр.

Могила Виктора Павлова

Скончался 24 августа 2006 года в Москве на 66-м году жизни от последствий инсульта и сердечной недостаточности. Похоронен в Москве на Кунцевском кладбище (8 уч.).
Особой его страстью были птицы. Под крышей Малого театра, на театральном чердаке, в 1984 году появилась голубятня Павлова, где он держал своих голубей. В одном из своих интервью он сказал: «Уверен, умирая, человек не исчезает. Его душа переселяется в голубя. А мои голуби — это души великих артистов. Они улетают и возвращаются…».

## Семья
Жена (с 1966 по 2006 год) — Татьяна Николаевна Говорова (1940—2025), заслуженная артистка РСФСР, актриса Театра им. М. Н. Ермоловой.
- Дочь — Александра Викторовна Павлова (род. 1967)[8], врач.
  - Внучка — Наталья (род. 1997), стоматолог.

## Театральные работы

### Современник
- «Голый король» — Христиан
- «Старшая сестра» — Огородников
- «Вечно живые» Виктор Розов — Зайцев
- «Белоснежка и семь гномов» — Среда
- «Сирано де Бержерак» — Линьер

### Театр М. Н. Ермоловой
- «Время и семья Конвей» — Биверс
- «Лес» А. Н. Островского — Буланов
- «Бал воров» — Дюпон-Дюфор-сын
- 1967 — «Бег» М. А. Булгакова — отец Паисий
- 1985 — Нечипуренко — «Говори!», инсценировка А.Буравского по очеркам В.Овечкина «Районные будни», реж. В.Фокин
- 1986 — «Последний посетитель» В. Дозорцева — Казмин
- 1986 — Михалёв — «Спортивные сцены 1981 года», по пьесе Э.Радзинского, реж. В.Фокин — пресса
- «Второй год свободы» — Жак

### Театр имени Маяковского
- «Беседы с Сократом» Э. С. Радзинского — Мелет
- «Разгром» по А. А. Фадееву — Стыркша
- «Человек из Ламанчи» — Санчо Панса
- «Таланты и поклонники» А. Н. Островского — Вася
- «Дети Ванюшина» С. А. Найденова — Красавин
- «Дума о Британке» — Егор Иванович
- «Аристократы» Н. Ф. Погодина — Карась

### Малый театр
- 1978 — «Любовь Яровая» К. А. Тренева — Конойный
- 1978 — «Маленькая эта земля» Г. Джагарова — Славов
- 1979 — «Король Лир» У. Шекспира. Режиссёр: Леонид Хейфец — Шут[9]
- 1981 — «Целина» по книге Л. И. Брежнева — Павлияненко
- 1981 — «Фома Гордеев» Н. В. Гоголя — Ухтищев
- 1982 — «Ревизор» Н. В. Гоголя — Шпекин
- 1983 — «Картина» Д. Гранина — Пашков
- 1983 — «Мой любимый клоун» В. Б. Ливанова — Роман Сомоновский
- 1983 — «Горе от ума» А. С. Грибоедова — Репетилов
- 1983 — «Сирано де Бержерак» Э.Ростана — Рагно
- 1983 — «Дикий Ангел» А.Коломийца — Маляр
- 1990 — «Дикарка» А. Н. Островского — Ашметьев
- 1992 — «Горячее сердце» А. Н. Островского — Градобоев
- 1994 — «Преступная мать, или Второй Тартюф» Ж.- Б. Мольера — господин Бежарс
- 1998 — «Лес» А. Н. Островского — Аркашка Счастливцев
- 2000 — «Горе от ума» А. С. Грибоедова — Загорецкий

## Фильмография
- 1961 — Когда деревья были большими — почтальон / парень у парома (озвучивание; в титрах не указан)
- 1962 — На семи ветрах — Митя Огальцов
- 1963 — Сотрудник ЧК — рыжий раненый
- 1964 — Пядь земли — малограмотный солдат
- 1965 — Время, вперёд! — гармонист, руководитель агитбригады «Синей блузы»
- 1965 — Таёжный десант — шофёр
- 1965 — Операция «Ы» и другие приключения Шурика — «Дуб», студент-изобретатель
- 1966 — Строится мост — Серёга, практикант строительного училища
- 1966 — Человек без паспорта — Горохов, следователь милиции в Приозёрске
- 1968 — Испытание — Пиркс
- 1968 — Майор Вихрь — Коля
- 1968 — На войне как на войне — Гриша Щербак, старшина, водитель самоходки
- 1969 — Адъютант его превосходительства — Мирон Осадчий
- 1970 — Ночная смена — шофёр Миша
- 1971 — Поезд в далёкий август — представитель Ставки, озвучил — Борис Зайденберг
- 1971 — Расскажи мне о себе — Евсей Евсеевич, муж Ксении
- 1971 — Слушайте на той стороне — Зайцев
- 1971 — Даурия — Никифор Чепалов, урядник
- 1971 — Проверка на дорогах — Кутенко, полицай
- 1971 — 12 стульев — Коля, муж Елизаветы Петровны
- 1972 — Здравствуй и прощай — Василий Тихонович
- 1972 — На Севере, на Юге, на Востоке, на Западе — солдат
- 1972 — Нервы… Нервы… — Зюзин
- 1973 — Дети Ванюшина — Степан Фёдорович Красавин
- 1973 — Товарищ генерал — Василий Васильевич, командир кавалерийской дивизии
- 1973 — Дверь без замка — Силантий
- 1973 — Старая крепость — Володя
- 1973 — Высокое звание. Я — Шаповалов Т. П. (фильм 1) — Заварзин, казак-семёновец
- 1973 — Назначение — Дорошев
- 1974 — Незнакомый наследник — Илья Владыкин
- 1974 — Время её сыновей — Виктор Павлович
- 1975 — Гамлет Щигровского уезда — Степан Сергеич Кузовкин, полицейский пристав
- 1975 — Дневник директора школы — Павел Матвеевич Ибрагимов, директор гостиницы, бывший ученик Свешникова
- 1976 — Строговы — Демьян Минеич Штычков
- 1976 — Обыкновенная Арктика — повар на полярной стройке на мысе Дальний
- 1976 — Единственная дорога — фельдфебель Рамке
- 1976 — Краткие встречи на долгой войне — Баранцев
- 1976 — Огненный мост — Пётр Стрижаков
- 1976 — Преступление — Фёдор
- 1977 — Кольца Альманзора — принц Абалдон, наследный принц Шутландии
- 1977 — Долги наши — Толик, рыбак на траулере
- 1977 — Журавль в небе — Илья, колхозный шофёр, друг Андрея
- 1977 — Смешные люди! — человек на ярмарке, потерявший ногу
- 1977 — Счёт человеческий — Глебов, врач
- 1977 — Четвёртая высота — старший тренер по прыжкам в воду
- 1978 — Уходя — уходи — Дмитрий Павлович Сулин, бухгалтер
- 1978 — Схватка в пурге — Федор Игнатенко
- 1978 — Пока безумствует мечта — Щетинкин, негоциант с неустойчивой психикой
- 1978 — Емельян Пугачёв — Митька Лысов
- 1978 — Завьяловские чудики — снабженец
- 1978 — Гарантирую жизнь — клоун
- 1978 — След на земле — Иван Карнавин, инспектор водоохраны
- 1979 — Время выбрало нас — стратег он же участковый Сечкин
- 1979 — Дюма на Кавказе — Бланше, слуга Дюма
- 1979 — Место встречи изменить нельзя — Сергей Левченко, член банды, однополчанин Шарапова
- 1979 — Торговка и поэт — Друтька
- 1980 — Обнажённый Куренцов (короткометражный) — Куренцов
- 1980 — О бедном гусаре замолвите слово — Степан, тюремщик
- 1980 — Личной безопасности не гарантирую — Шишка
- 1980 — Последний побег — Евгений Ветров
- 1981 — Штормовое предупреждение — Александр Петрович, директор турбазы
- 1981 — Сын полка — Кузьма Горбунов
- 1981 — Приключения Тома Сойера и Гекльберри Финна — шериф
- 1981 — Белый танец — Пётр
- 1981 — Деревенская история — Захар Артемьевич Шубин, председатель колхоза
- 1981 — Преступник и адвокаты — «профессор»
- 1981 — Куда исчез Фоменко? — Геннадий Георгиевич Паршин
- 1982 — Взять живым — старшина Жмаченко
- 1983 — Одиноким предоставляется общежитие — Илья Беленький — «Боцман», друг Виктора, заместитель директора комбината
- 1983 — Пароль — «Отель Регина» — Геннадий Парфёнович Проценко
- 1983 — Среди серых камней — эпизод
- 1983 — Миргород и его обитатели — городничий
- 1984 — Шанс — Корнелий Иванович Удалов
- 1984 — Челюскинцы — Никитин
- 1984 — Ольга и Константин —  Николай Морозов, бывший муж Ольги
- 1984 — Нам не дано предугадать…
- 1984 — Герой её романа — Котоусов
- 1984 — Первая конная — Дуплищев
- 1985 — Грядущему веку — Пташкин, директор хлебзавода
- 1985 — Грубая посадка — Богомолов «Егорыч»
- 1985 — Чудеса в Гарбузянах — Макар Петрович
- 1985 — Контрудар — генерал Ватутин
- 1985 — Прощание славянки — Фёдор Леонтьевич
- 1985 — Не ходите, девки, замуж — Виктор Михайлович Скоробейников, культпросвет работник
- 1985 — Дикий хмель — Георгий Зосимович Широкий
- 1985 — Серебристая нить — Дорофеев
- 1986 — На острие меча — Чубоцкий, пан полковник
- 1986 — Зина-Зинуля — Петренко, водитель
- 1986 — Обвиняется свадьба — Вячеслав Иванович Дорогожицкий, рубщик мяса из гастронома
- 1987 — Гардемарины, вперёд! — Котов
- 1987 — Забавы молодых — Бобылёв, отец Светланы
- 1987 — По траве босиком
- 1987 — Ловкачи — Николай Иванович Метель
- 1987 — Лиловый шар — Людоед
- 1988 — Лапта (короткометражка) — Бобров
- 1988 — Благородный разбойник Владимир Дубровский — Антон Пафнутьевич Спицын, помещик
- 1988 — За всё заплачено — Евгений Снегирёв, начальник строительства трассы газопровода
- 1988 — Любовь к ближнему — Павел Карпович Маслобойников, городской голова
- 1988 — Билет в один конец — Чистяков, майор
- 1988 — Вам что, наша власть не нравится?! — Семен Павлинов, председатель горисполкома
- 1988 — Утреннее шоссе
- 1989 — Светлая личность — Каин Александрович Доброгласов, управляющий «Клоопа»
- 1989 — Катала — Карась, напарник Грека
- 1989 — Князь Удача Андреевич — Виктор Павлович, капитан милиции
- 1989 — Операция «Вундерланд» — стармех
- 1989 — Беспредел — начальник ИТК подполковник Михаил Иванович
- 1989 — Канувшее время — Павел Георгиевич Цихоня
- 1990 — Адвокат (серия «Убийство на Монастырских прудах») — Алексей Семёнович Яковлев, «Ася»
- 1990 — Рок-н-ролл для принцесс — король Филогерц
- 1990 — Кошмар в сумасшедшем доме — дядя Филипп Иванович
- 1990 — Гамбринус — Степан Лукич, городовой
- 1990 — Царская охота — Ферапонт
- 1991 — Циники — Илья Петрович Докучаев
- 1991 — Фирма приключений — Хартен, директор «Фирмы приключений»
- 1991 — И чёрт с нами! — директор цирка
- 1991 — Глухомань — Семён Семёныч
- 1991 — Не будите спящую собаку — Вадим Алексеевич Фуфачёв
- 1991 — Караван смерти — подполковник Андрей Николаевич Саблин
- 1992 — Лавка «Рубинчик» и… — милиционер Лысак
- 1992 — Русские братья — батюшка
- 1992 — Похитители воды — Иван Иваныч
- 1992 — Над тёмной водой — сосед
- 1992 — Крысиный угол — дядя Паша, сосед Климовых, швейцар ресторана «Интурист»
- 1992 — Удачи вам, господа! — Максим Петрович
- 1992 — Мафия
- 1992 — А спать с чужой женой хорошо?! — метрдотель
- 1992 — Кооператив «Политбюро», или Будет долгим прощание — помощник Ивана Ивановича
- 1993 — Про бизнесмена Фому — Чумаков
- 1993 — Я сама — следователь
- 1993 — След чёрной рыбы — Бураков
- 1993 — Супермен поневоле, или Эротический мутант — Николай Семёнович, директор
- 1994 — Воровка — прокурор
- 1994 — Заколдованные — дегустатор вина
- 1994 — Колечко золотое, букет из алых роз — купец Григорий Петрович Цыбукин
- 1994 — Кодекс молчания — 2 — майор Бураков
- 1994 — Анекдотиада, или История Одессы в анекдотах — спонсор
- 1994 — Волшебник Изумрудного города — Гудвин
- 1994 — Мастер и Маргарита — кот Бегемот, шут-оборотень из свиты Воланда
- 1995 — Крестоносец — человек в стамбульском аэропорту
- 1995 — Роковые яйца — агент в белом
- 1995 — Без ошейника — Николай Петрович Хавкин
- 1995 — Домовик и кружевница — Василий Семёнович, писатель
- 1996 — Научная секция пилотов — Полковник
- 1996 — Милый друг давно забытых лет…
- 1997 — Сирота казанская — Витя, сосед Насти
- 1997 — Дети понедельника — проповедник-евангелист Джонни Бак / Евгений Баков
- 1997 — Закон мести
- 1997 — На заре туманной юности — отец Кольцова
- 1998 — Незнакомое оружие, или Крестоносец 2 — Полковник
- 1998 — Чёрный океан — вице-адмирал
- 1999 — Белый танец — эпизод
- 1999 — Кому я должен — всем прощаю — Витя, друг и сосед Александра
- 1999 — Святой и грешный — Туманчиков
- 2000 — ДМБ — «Батя», генерал-майор Талалаев
- 2000 — Зависть богов — Вилен
- 2000 — Марш Турецкого — Анатолий Сапожников, депутат
- 2000 — Рыцарский роман — Агелласт, византийский вельможа, озвучивание — С. Безруков
- 2000 — Приключения Солнышкина — Боцман
- 2000 — В августе 44-го… — начальник продсклада
- 2000 — Идеальная пара — Сапожников, таможенник, муж Панкратовны
- 2001 — Курортный роман — директор гостиницы
- 2001 — С новым счастьем! 2. Поцелуй на морозе — Аскольд Мстиславович, граф, предводитель районного дворянства
- 2001 — Кышкин дом — Директор дома культуры
- 2002 — Бригада — отец «Пчёлы»
- 2002 — Убойная сила 4 — Виктор Антонович Мусатин
- 2004 — Даша Васильева 2 — Круглый, преступный авторитет
- 2004 — Москва смеётся (сериал)
- 2005 — Пари (сериал)
- 2005 — Космос как предчувствие
- 2007 — Куратор — последняя работа в кино
- 2008 — Москва улыбается — рабочий Николаев

### Роли в киножурнале «Фитиль»
- 1970 — Выпуск № 98 (новелла «Несознательный») — мужчина в очереди
- 1972 — Выпуск № 125 (новелла «Жертва гостеприимства») —  подвыпивший гость (нет в титрах)
- 1973 — Выпуск № 129 (новелла «После 23-х») — начальник милиции
- 1973 — Выпуск № 130 (новелла «Риск») — Кукин, начальник
- 1975 — Выпуск № 157 (новелла «День закрытых дверей») — Василий Васильевич
- 1976 — Выпуск № 163 (новелла «И в шутку, и всерьёз») — пассажир автобуса
- 1979 — Выпуск № 208 (новелла «Безусловный рефлекс») — официант в ресторане
- 1980 — Выпуск № 221 (новелла «Возврата нет…») — Иван Петрович Шишкин, начальник
- 1981 — Выпуск № 223 (новелла «Защитный вариант») — Валерий Степанович, председатель
- 1981 — Выпуск № 225 (новелла «Валютные операции») — мужчина в ресторане
- 1982 — Выпуск № 243 (новелла «Защитная реакция») — пациент
- 1985 — Выпуск № 277 (новелла «Служебный роман») — Ладыгин
- 1988 — Выпуск № 309 (новелла «Перестроился») — председатель райисполкома
- 1989 — Выпуск № 321 (новелла «Не на тех напали») — рэкетир
- 1998 — Выпуск № 405 (новелла «Забота») — Виктор, муж
- 2001 — Выпуск № 414 (новелла «Пуганая ворона») — муж

### Роли в киножурнале «Ералаш»
- 2003 — Выпуск № 162 (сюжет «Тихий час»)[10] — директор пионерского лагеря
- 2004 — Выпуск № 171 (сюжет «Знакомые черты»)[11] — Виктор Сергеевич, директор школы
- 2005 — Выпуск № 187 (сюжет «Спящая красавица»)[12] — царь

## Озвучивание мультфильмов
- 1974 — Алёнушка и солдат — солдат
- 1993 — Сквозняк — читает текст
- 1994—2004 — Иван и Митрофан — кот Митрофан
- 1996 — Короли и капуста

## Озвучивание фильмов
- 1985 — Непрофессионалы — директор дома престарелых (Михаил Семаков)

## Награды
- Орден «За заслуги перед Отечеством» IV степени (25 октября 1999 года) — за большой вклад в развитие отечественной театральной культуры и в связи со 175-летием Государственного академического Малого театра России[13]
- Народный артист Российской Федерации (29 декабря 1994 года) — за заслуги в области искусства[14]
- Заслуженный артист РСФСР (11 апреля 1985 года)
- Премия Правительства Москвы (1992 год) — за исполнение роли Градобоева в спектакле Малого театра «Горячее сердце»
- Театральная премия «Московская премьера» — за роль Счастливцева в спектакле Малого театра «Лес».

## Реклама
- Простата Рекс (2001—2002)